# Hans Hoogervorst
Johannes Franciscus (Hans) Hoogervorst (Haarlem, 19 april 1956) is een Nederlands bestuurder en voormalig politicus van de Volkspartij voor Vrijheid en Democratie (VVD).
Hoogervorst was lid van de Tweede Kamer van 1994 tot 1998. Hierna werd hij staatssecretaris van Sociale Zaken en Werkgelegenheid in het kabinet-Kok II van 1998 tot 2002. In het kabinet-Balkenende I was hij van 2002 tot 2003 minister van Financiën en kortstondig minister van Economische Zaken. Vervolgens was hij minister van Volksgezondheid, Welzijn en Sport in de kabinetten-Balkenende II en III van 2003 tot 2007.
Hij werd later voorzitter van de Autoriteit Financiële Markten (AFM), dat was hij van 2007 tot 2011 en voorzitter van de International Accounting Standards Board (IASB) van 2011 tot 2021.

## Levensloop
Hoogervorst was van 1978 tot 1982 lid van de PvdA en werd in 1986 lid van de VVD. Twee jaar later werd hij, na op het ministerie van Financiën gewerkt te hebben, beleidsmedewerker Financiën bij de Kamerfractie van de VVD. Hij schreef destijds verschillende speeches voor fractievoorzitter Frits Bolkestein, onder andere over asielzaken en de WAO, en stond bekend als diens souffleur. Van 1994 tot 1998 was hij zelf lid van de Kamerfractie, tot hij staatssecretaris van Sociale Zaken en Werkgelegenheid werd in het kabinet-Kok II. Hij nam na de verkiezingen van 2002 opnieuw zitting in de Tweede Kamer, tot hij op 22 juli 2002 minister van Financiën werd in het kabinet-Balkenende I.
In Balkenende II en III werd hij minister van Volksgezondheid, Welzijn en Sport (VWS). Zijn belangrijkste beleidsdaad was het invoeren van een nieuw zorgstelsel, per 1 januari 2006. Daarin verviel het onderscheid tussen ziekenfondspatiënten en particulier verzekerden. Er kwam een verplichte basisverzekering, waardoor elke Nederlander is verzekerd tegen de meest gangbare gezondheidsrisico's. Ook wordt een bijdrage Zvw van 5,5% van het salaris, AOW en pensioen ingehouden. Burgers kunnen zich bijverzekeren tegen risico's die buiten het basispakket vallen. Er kwam een zorgtoeslag om de sterk gestegen premies betaalbaar te houden voor mensen met lagere inkomens.
Zijn voorstellen maakten hem bij een deel van de in de gezondheidszorg werkzame mensen minder populair. Huisartsen voerden stakingsacties uit tegen de regeringsplannen. Hoogervorst verdedigde zijn wetsvoorstellen echter met succes in het parlement. Het wetgevingsprogramma van minister Hoogervorst wordt geziendoor wie? als het omvangrijkste en meest ingrijpende op het gebied van de gezondheidszorg dat in de afgelopen kabinetsperiodes tot stand kwam.
Een van zijn grootste verdiensten voor de fysiotherapie is het invoeren van de directe toegankelijkheid van de fysiotherapie (DTF) geweest (2006). Daardoor hoefden patiënten niet meer eerst naar hun huisarts voor een verwijsbriefje. Dat scheelde huisartsen uiteindelijk veel werk en het maakte fysiotherapeuten onafhankelijk van (hun al dan niet goede relatie met de) huisartsen. Daardoor konden zij zich rechtstreeks naar hun potentiële patiënten profileren.
Fysiotherapeuten moesten daarvoor wel eerst een cursus Rechtstreekse Toegankelijkheid hebben gevolgd.
In 2005 veroorzaakte Hoogervorst tijdens de Algemene Beschouwingen grote opschudding in de Tweede Kamer en daaropvolgend in de media, door zijn vinger in zijn keel te steken om te laten zien dat hij moest kotsen van de kritiek van oppositieleider Wouter Bos (PvdA) op zijn beleid. Hij werd hiervoor door de Kamervoorzitter berispt en bood later zijn excuses aan.
Bij de Tweede Kamerverkiezingen van 2006 was Hoogervorst campagneleider voor de VVD. Hij maakte bekend na de verkiezingen niet terug te willen keren in de politiek.
In 2007 werd hij voorzitter van de Autoriteit Financiële Markten (AFM). Zijn salaris in deze functie, van 420.000 euro per jaar, ruim twee ton meer dan de minister-president, leidde tot Kamervragen.
Van 2011 tot 2021 was Hoogervorst voorzitter van de IASB (International Accounting Standards Board) te Londen.
- Nederlandse Thesaurus van Auteursnamen: 156717352
- Parlement.com: vg09lllc9opo
- Virtual International Authority File: 282985723